# Jádson Rodrigues da Silva
Jádson Rodrigues da Silva (* 5. října 1983, Londrina) známý i pouze jako Jádson je brazilský fotbalový záložník a reprezentant hrající za klub Corinthians Paulista.

## Klubová kariéra
S Šachtarem Doněck vyhrál mimo plejády domácích trofejí i Pohár UEFA 2008/09.

## Reprezentační kariéra
V A-týmu Brazílie (tzv. Seleção) debutoval 9. února 2011 v přátelském utkání na Stade de France proti domácímu týmu Francie (porážka 0:1), dostal se na hřiště v 59. minutě.